# Kwadryga (grupa literacka)

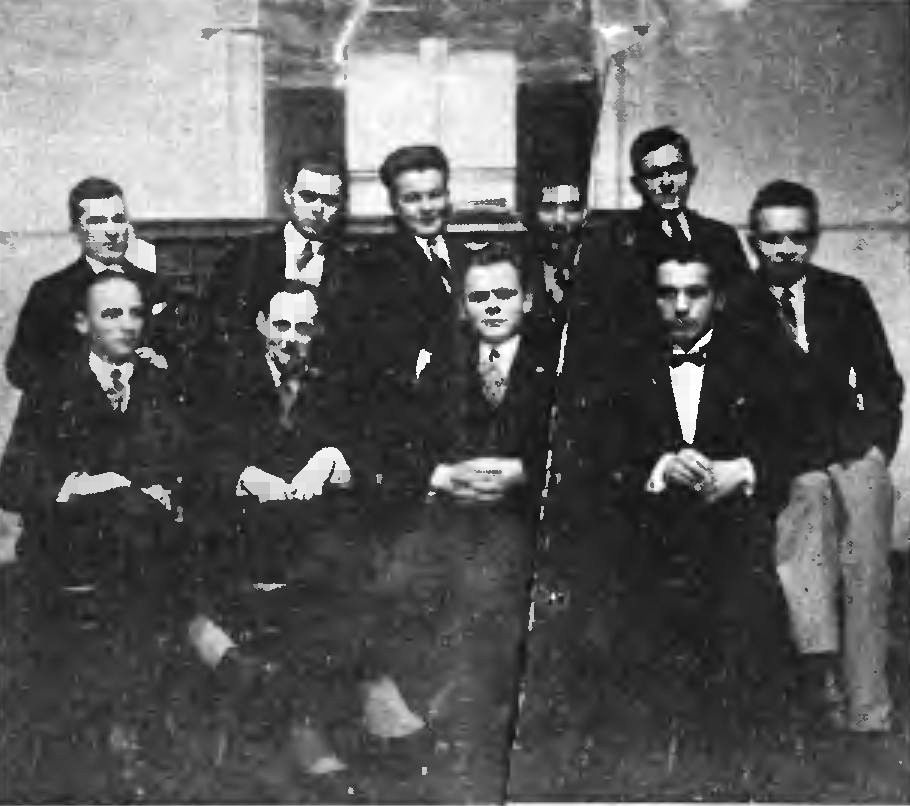
Grupa „Kwadrygi”; siedzą od lewej do prawej: Stefan Flukowski, St. M. Saliński, St. R. Dobrowolski, Władysław Sebyła, Lucjan Szenwald. Stoją: Marian Piechał, Aleksander Maliszewski, Henryk Ładosz, Andrzej Wolica, Zbigniew Uniłowski.

Kwadryga – warszawska grupa literacka działająca w dwudziestoleciu międzywojennym (1927–1931), zaliczana do Drugiej Awangardy, skupiona wokół warszawskiego czasopisma „Kwadryga”.
Grupa ukształtowała się w towarzyskim kręgu gimnazjalno-uniwersyteckim i złączona była głównie więzami pokoleniowymi i środowiskowymi. Przyjęła patronat Cypriana Kamila Norwida i Stanisława Brzozowskiego, co było typowe dla wielu młodych poetów lat 30. XX wieku.

## Charakterystyka
Najbardziej charakterystyczne akcenty publicystyki grupy to krytyczny stosunek wobec Skamandra, a szczególnie wobec praktyki artystycznej Tuwima, oraz aprobata dla programu Awangardy Krakowskiej. Sprzeciw wobec poetów Skamandra połączony był jednak z naśladowaniem typowo skamandryckiej poetyki.
Kwadryganci nie wypracowali charakterystycznego modelu poezji. Stylistykę ich wierszy cechuje eklektyzm. Można natomiast wyróżnić pewien krąg tematów: nierówności społeczne, moralizatorstwo, antyurbanizm, pacyfizm, kult pracy, postawa niezadowolenia i buntu oraz odejście od tematów osobistych.
W latach 1930–1931 organizowali spotkania z publicznością na wzór spotkań grupy Skamander. W 1931 roku czasopismo „Kwadryga” zawiesiło działalność, nie tylko ze względów finansowych, ale przede wszystkim przez rozłam polityczno-ideowy, który powstał wewnątrz grupy.
Za najwybitniejszych i najoryginalniejszych Kwadrygantów Jerzy Kwiatkowski uznał Władysława Sebyłę, Lucjana Szenwalda i krótko związanego z grupą Konstantego Ildefonsa Gałczyńskiego.

## Przedstawiciele
Główni przedstawiciele to:
- Mieczysław Bibrowski (1908–2000; pomysłodawca oraz założyciel grupy i pisma)
- Stanisław Ciesielczuk (1906–1945)
- Stanisław Ryszard Dobrowolski (1907–1985)
- Konstanty Ildefons Gałczyński (1905–1953; do grupy należał tylko przez pewien czas, jego poezja różna była od sztandarowej poezji kwadrygantów)
- Stefan Flukowski (1902–1972)
- Aleksander Maliszewski (1901–1978)
- Marian Piechal (1905–1989)
- Nina Rydzewska (1902–1957)
- Władysław Sebyła (1902–1940)
- Włodzimierz Słobodnik (1900–1991)
- Lucjan Szenwald (1909–1944)
- Zbigniew Uniłowski (1909–1937)
- Wiesław Wernic (1906–1986)